# Shoemaker-Krater
Koordinaten: 25° 52′ S, 120° 53′ O

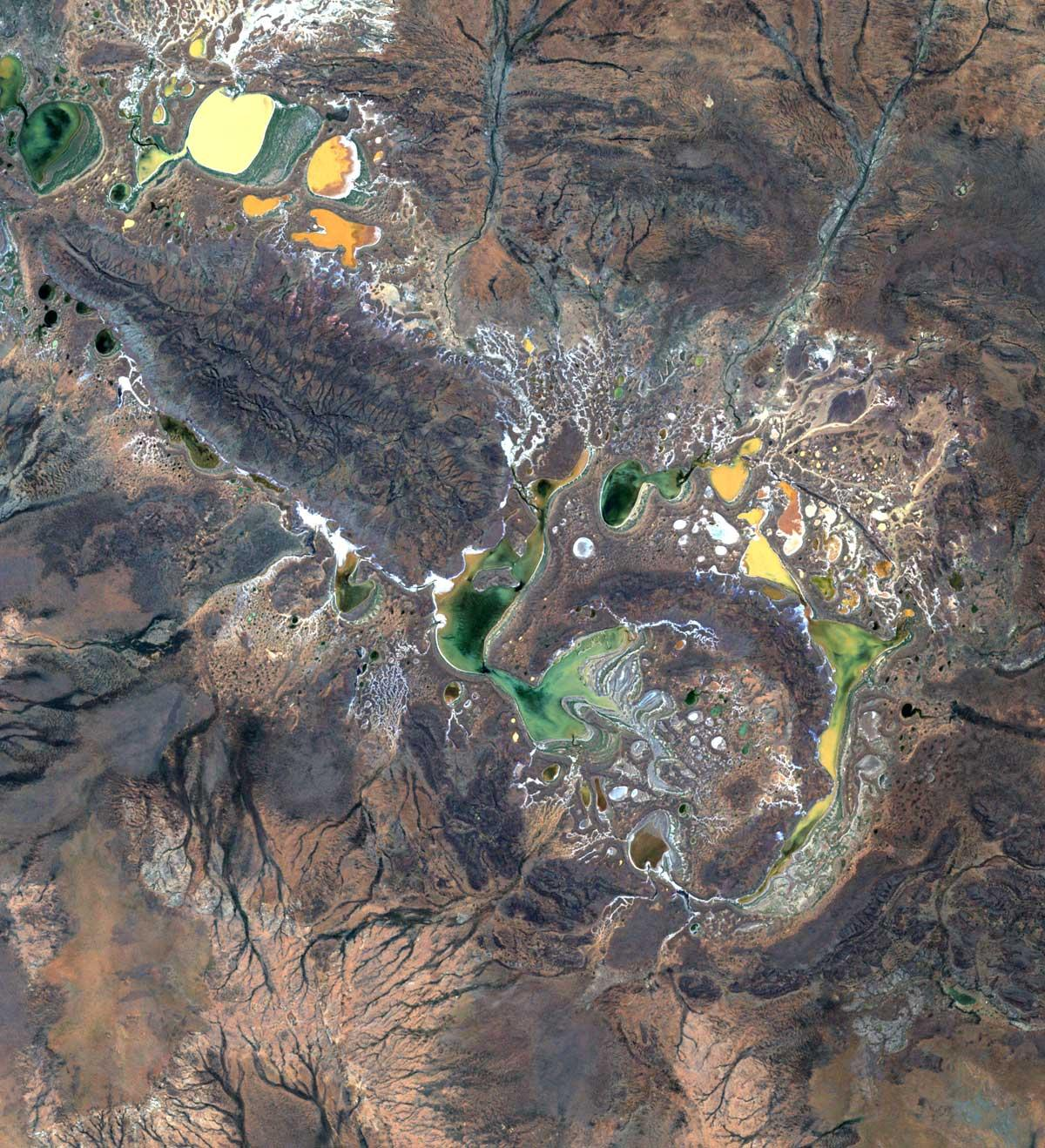
Satellitenbild des Shoemaker-Krater

Der Shoemaker-Krater (früher bekannt als Teague-Ring oder Teague-Dome) ist eine nach Eugene Shoemaker benannte große, stark erodierte Impaktstruktur in Westaustralien.

## Geographie
Die Reste des Impaktkraters liegen etwa 100 km nordnordwestlich von Wiluna. Der Krater ist nach dem Geologen, Impaktforscher und Astronomen Eugene Shoemaker benannt. Die auffällige ringförmige Geländestruktur ist auf Satellitenbildern gut zu erkennen. In der Gegend gibt es mehrere Salzseen, die periodisch Wasser führen. Der größte See ist der Lake Teague.

## Entdeckung
Bereits 1974 wurde von H. Butler eine Hypothese über eine mögliche Impaktherkunft der Struktur veröffentlicht. Nachfolgende Untersuchungen bestätigten diese Annahme, so wurden Strahlenkegel und Schockeffekte in Quarzen gefunden. Einer zentralen Erhebung mit etwa 12 km Durchmesser schließt sich eine ringförmige Absenkung von ungefähr 30 km Durchmesser an. Der ursprüngliche Durchmesser des Kraters wird auf mindestens 40 km geschätzt.
Das Alter der Impaktstruktur wird mit etwa 1,63 Milliarden Jahren angegeben. Neuere Datierungen ergaben dagegen ein Alter von 1,3 bis 0,568 Milliarden Jahren.